# Ржепик, Михал
Ми́хал Рже́пик (чеш. Michal Řepík; род. 31 декабря 1988, Влашим, Среднечешский край) — чешский хоккеист, правый крайний нападающий. В данный момент играет в Чешской экстралиги за клуб «Спарта».

## Биография
С 2002 года играл за юниорские команды пражской «Спарты». Летом 2005 года перебрался за океан, в Западную хоккейную лигу, где 3 года играл за «Ванкувер Джайнтс». В 2008 году Михал подписал контракт с клубом НХЛ «Флорида Пантерз». В НХЛ Ржепик провел 72 матча, в которых набрал 20 (9+11) очков. В основном он играл в АХЛ за фарм-клубы «Флориды» из Рочестера и Сан-Антонио. В АХЛ сыграл 245 матчей, в которых записал на свой счёт 179 (66+113) очков. В 2012 году вернулся в Европу, перейдя в пражский «Лев», выступавший тогда в КХЛ. За первый сезон в КХЛ набрал 13 (5+8) очков в 52 матчах, помог команде выйти в плей-офф. Второй сезон, 2013/2014 получился очень удачным. Ржепик набрал 22 (12+10) очка в 73 играх, а клуб дошел до финала кубка Гагарина, уступив в финальной серии 3:4 магнитогорскому «Металлургу». Следующий сезон Ржепик провел в Финляндии и Швейцарии, выступая за «Лахти» и «Цуг» соответственно. Летом 2015 года он вернулся в Чехию, наконец дебютировав в Экстралиге, в первый же сезон на родине став чемпионом страны в составе клуба «Били Тигржи» из Либереца. Сезон 2016/2017 Ржепик вновь начал в КХЛ, в команде «Трактор» (Челябинск). Уже во второй игре он получил серьезную травму и контракт по обоюдному согласию был расторгнут. Успев восстановиться от травмы, Ржепик провел концовку сезона в «Спарте». После окончания сезона он перешел в братиславский «Слован», за который играл до конца декабря 2018 года. Набрав 21 очко (10 шайб и 11 передач) в 42 матчах, Ржепик 26 декабря покинул «Слован» и перешёл в другой клуб КХЛ «Витязь». После окончания сезона 2018/19 вернулся в Чехию, подписав контракт с пражской «Спартой».
С 2003 по 2007 год играл за юниорские сборные Чехии. в 2015 году дебютировал в составе основной чешской сборной. Участник Олимпийских игр 2018 и чемпионатов мира 2016, 2017, 2018. Всего за сборную провел 57 игр, набрал 31 (19+12) очко, в том числе на Олимпиаде 6 игр, 5 (3+2) очков и на чемпионатах мира 24 игры, 13 (9+4) очков.

## Достижения
- 2006 — Чемпион WHL.
- 2007 — Обладатель Мемориального кубка.
- 2007 — Лучший бомбардир Мемориального кубка (Эд Чиновет Трофи).
- 2011 — Участник матча всех звёзд АХЛ.
- 2016 — Чемпион Экстралиги.
- 2016 — Лучший снайпер плей-офф Экстралиги.
- 2021 — Бронзовый призёр чемпионата Чехии

## Статистика
Обновлено на конец сезона 2020/2021
- НХЛ — 71 игры, 20 очков (9 шайб + 11 передач)
- КХЛ — 242 игры, 88 очков (44+44)
- АХЛ — 254 игры, 188 очков (68+120)
- Сборная Чехии — 83 игры, 45 очков (27+18)
- Чешская экстралига — 200 игр, 178 очков (94+84)
- Чемпионат Финляндии — 48 игр, 31 очко (9+22)
- Чемпионат Швейцарии — 7 игр, 5 очков (2+3)
- Лига чемпионов — 11 игр, 9 очков (6+3)
- Западная хоккейная лига — 222 игры, 211 очков (93+118)
- Мемориальный кубок — 10 игр, 10 очков (4+6)
- Всего за карьеру — 1148 игр, 785 очков (356+429)